# Les Ponts de Toko-Ri
Pour plus de détails, voir Fiche technique et Distribution.
Les Ponts de Toko-Ri (The Bridges at Toko-Ri) est un film de guerre américain réalisé par Mark Robson et sorti en 1954. Il retrace des événements de la guerre de Corée.

## Synopsis

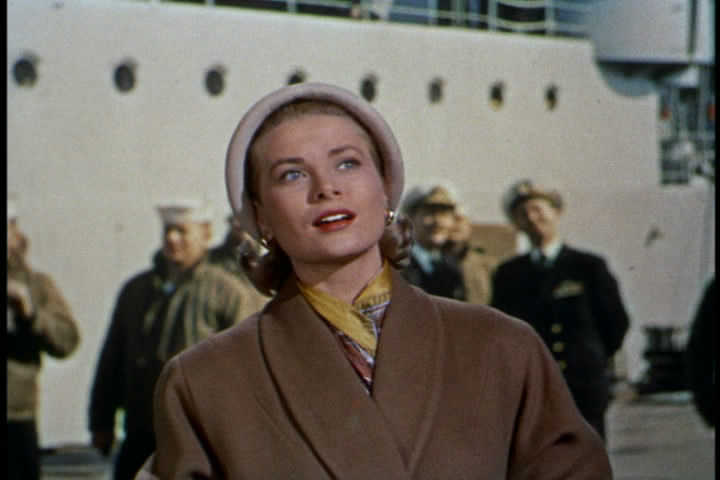
Grace Kelly.

Pendant la guerre de Corée, un aviateur, le Lieutenant Harry Brubaker (William Holden) de la United States Navy pilotant un F9F-2 Panther (un des premiers avions à réaction) basé sur le porte-avions USS Oriskany (CV-34), doit affronter ses peurs, entre quelques permissions passées auprès de sa femme Nancy (Grace Kelly), en particulier celle d'effectuer une mission suicide en bombardant les ponts de Toko-Ri en Corée du Nord, objectif stratégique en novembre 1952.
Le début du film commence par ce texte : « Ce film est un hommage rendu à la marine américaine et spécialement aux hommes des forces aéro-navales de la flotte du Pacifique. Sans eux, ce film n'aurait pu être réalisé ».
Les Ponts de Toko-Ri fut l'un des plus gros succès de 1955 et obtint l'oscar des meilleurs effets spéciaux.

## Fiche technique
- Titre : Les Ponts de Toko-Ri
- Titre original : The Bridges at Toko-Ri
- Réalisation : Mark Robson
- Scénario : Valentine Davies
  - d'après le roman de : James A. Michener
- Produit par : William Perlberg et George Seaton
- Société de production : Paramount Pictures
- Musique : Lyn Murray
- Directeur de la photographie : Loyal Griggs
- Photographie aérienne : Charles G. Clarke
- Montage : Alma Macrorie
- Direction artistique : Henry Bumstead et Hal Pereira
- Costumes : Edith Head
- Pays de production : États-Unis
- Langue : anglais
- Genre : Film de guerre
- Format : Couleur Technicolor - Son : Mono (Western Electric Recording) Procédé VistaVision
- Durée : 102 minutes
- Date de sortie : États-Unis Décembre 1954

## Distribution
- William Holden (VF : Michel André) : lieutenant de vaisseau Harry Brubaker
- Grace Kelly (VF : Élina Labourdette) : Nancy Brubaker
- Fredric March (VF : Richard Francœur) : amiral George Tarrant
- Mickey Rooney (VF : Henry Charrett) : Mike Forney
- Robert Strauss (VF : Camille Guérini) : Beer Barrel
- Keiko Awaji : Kimiko
- Charles McGraw : commander Wayne Lee
- Earl Holliman (VF : Jacques Thébault) : Nestor Gamidge
- Richard Shannon : lieutenant Olds
- Willis Bouchey (VF : Serge Nadaud) : capitaine Evans
- Nadene Ashdown : Kathy Brubaker
- Cheryl Lynn Calloway : Susie

## Autour du film
- William Holden hésita à faire le film, inspiré d'un roman de James A. Michener paru aux éditions Random House, et dont les scénaristes avaient modifié la fin en Happy-end. Il accepta finalement après avoir obtenu l'assurance que la fin du roman serait respectée. Il obtient aussi que le rôle de sa femme soit donné à Grace Kelly
- Quelques mois à peine après la guerre de Corée, les scènes en mer furent tournées à bord du porte-avions USS Oriskany (CV-34) de 36 300 tonnes entré en service en 1950 avec un équipage de  2 600 hommes - le 1er de sa classe étant le USS Essex (CV-9) avec 27 100 tonnes (actif de 1942 à 1969). Le CV-34 subit en 1966 un grave accident à la suite de l'explosion d'un leurre magnétique qui causa la mort de 44 personnels de bord dont de nombreux aviateurs. Remis en état dès 1967, il fut mis à la retraite en 1975. Il devait originellement être démantelé en 1994 mais fut finalement sabordé puis coulé en 2006 dans le Golfe du Mexique afin de servir de récif (au Sud de la côte de Pensacola), après 25 ans de service en Corée, au Viet-Nam, et en Méditerranée.
- Un autre film de guerre, très proche puisque sorti également en 1954, a aussi pour héros muet l'USS Oriskany. Il s'agit de : Men of the Fighting Lady (L'Escadrille Panthère) d'Andrew Marton avec Van Johnson, Walter Pidgeon et Louis Calhern, d'après les reportages de James A. Michener (the Forgotten Heroes of Korea) et la nouvelle du Commander Harry A. Burns (the Case of the Blind Pilot).

## Anecdotes
- Dans le Buck Danny No 36 Les Anges bleus, lors de son arrivée en Iran, le pilote au masque de cuir Ted Mulligan explique à Buck Danny avoir subi ses blessures au visage lors de l'attaque de ponts de Toko-ri, s'étant crashé dans un champ au retour.
- Dans le film Les Herbes folles, les deux personnages principaux vont voir le film.